# Sofonisba Anguissola
Sofonisba Anguissola, znana tudi kot Sophonisba Angussola ali Anguisciola, italijanska renesančna slikarka portretov, * 1530 ali 1532, Cremona, † 16. november 1625, Palermo
Rojena je bila leta 1530 ali 1532 v Cremoni v razmeroma revni plemiški družini. Dobila je dobro zaokroženo izobrazbo, ki je vključevala likovno umetnost, njeno izobraževanje pri lokalnih slikarjih pa je postalo precedens, da so se ženske sploh lahko izobraževale kot slikarke. Kot mlada ženska je Anguissola odpotovala v Rim, kjer je spoznala Michelangela, ki je takoj prepoznal njen talent in v Milano, kjer je naslikala španskega vojvodo Albo. Španska kraljica Elizabeta Valois, je bila navdušena ljubiteljska slikarka in leta 1559 je bila Anguissola povabljena v Madrid kot njena učiteljica, in dobila status dvorne dame. Pozneje je postala uradna dvorna slikarka kralja Filipa II. in svoj slog prilagodila formalnejšim zahtevam uradnih portretov španskega dvora. Po kraljičini smrti je Filip pomagal zanjo urediti aristokratsko poroko. Preselila se je na Sicilijo, pozneje pa v Piso in Genovo, kjer je še naprej delovala kot vodilna portretna slikarka.
Njene najznačilnejše in najbolj privlačne slike so portreti sebe in družine, ki jih je naslikala, preden se je preselila na španski dvor. Zlasti njene upodobitve otrok so bile polne svežine in natančnosti. Na španskem dvoru je naslikala formalne državne portrete v formalnem uradnem slogu kot ena prvih uspešnih in sorazmerno redkih žensk slikark. Pozneje v življenju je slikala tudi verske motive, čeprav je večina njenih verskih slik danes izgubljenih. Leta 1625 je umrla pri 94 letih v Palermu. Njena zgodba tako kot njen opus, je trajno vplival na naslednje generacije umetnic in njen velik uspeh je odprl pot večjemu številu žensk, da se kot umetnice lotijo resne kariere. Njene slike si lahko ogledamo v galerijah: Boston, MA (Isabella Stewart Gardner Museum); Milwaukeeju, Wisconsin (Muzej umetnosti Milwaukee); Bergamo, Brescia, Budimpešta, Madrid (Muzej Prado), Neapelj, Siena in v galeriji Uffizi v Firencah.
Njen sodobnik Giorgio Vasari je o Anguissoli napisal, da je »v svojih prizadevanjih pri risanju pokazala boljšo spretnost večjo milino kot katerakoli druga ženska naše dobe; tako je uspela ne samo risati, barvati in slikati motive iz narave ter odlično kopirati drugih, sama je ustvarila izjemne in zelo lepe slike.«

## Rodbina Anguissola
Poreklo in ime plemenite rodbine Anguissola (družina iz Piacenze, ki spada med beneško aristokracijo, med tako imenovane ne-beneške patricije) je povezano s starodavno bizantinsko tradicijo.
V skladu s to tradicijo rodbine Anguissola izvira iz konstantinopelskega vojskovodje Galvana Sorda ali Galvano de Soardi / Sourdi (Σούρδη, priimek, ki se še danes uporablja v Grčiji, Konstantinopolu in Smirni). Leta 717 je Galvano služil v vojski bizantinskega cesarja Leona III. in »z iznajdljivim umetnim ognjem prispeval k osvoboditvi mesta Konstantinopel pred Saraceni, ki so ga obkolili na kopnem in morju«. 'Umetni ogenj' je bil tako imenovani grški ogenj, vžigalno orožje, razvito v poznem 7. stoletju, ki je bilo odgovorno za številne ključne bizantinske vojaške zmage, predvsem za reševanje Konstantinopla med dvema arabskima obleganjema in je s tem zagotovilo preživetje cesarstva.
Ker je Galvano Sorda na ščitu imel znak kače (v latinščini anguis) , po njegovi zmagi nad Omajadi, so njegovi soborci in prebivalci Konstantinopla vzkliknili: Anguis sola fecit victoriam!, se pravi: 'Kača sama je prinesla zmago!' Ta izrek je postal zelo priljubljen in Galvana se je prijel vzdevek Anguissola. Cesar je na koncu podelil priimek Anguissola vsem njegovim potomcem. V zvezi s tem se domneva, da lahko monogram, prikazan na miniaturnem avtoportretu Sofonisbe, vsebuje družinski moto Anguis sola fecit victoriam ali, bolj preprosto, ime Sofonisbinega očeta, Amilcare.
Bežeč pred kugo, ki je divjala po Konstantinoplu, so se prvi potomci Anguissole naselili v Italiji, se poročili z drugimi plemiškimi družinami, kot so Komneni, Gonzaga, Caracciolo, Scotti in Visconti in pridobili posestva v Piacenzi, Cremoni, Vicenzi in drugih predelih oz. mestih Italije. Anguissola, ki se je naselil v Benetkah, je med letoma 1499 in 1612 pripadal tej aristokraciji.

## Otroštvo in usposabljanje
Sofonisba Anguissola se je rodila leta 1532 v Cremoni v Lombardiji, najstarejša od sedmih otrok, od tega šest deklet . Njen oče Amilcare Anguissola je bil član cremonskega plemstva, njena mati Bianca Ponzone pa je bila tudi plemenitega porekla. Družina je živela v bližini mesta znanega po bitki iz 2. st. pr. n. št., bitka pri Trebiji med Rimljani in Kartažani, zato je bilo več članov družine Anguissola poimenovanih po starodavnih kartuzijanskih zgodovinskih likih: Amilcare je svojo prvo hčer poimenoval po tragični figuri Sophonisba, svojega edinega sina Asdrubale pa po vojskovodju Hasdrubalu Barci . Amilcare Anguissola, ki ga je navdihnila knjiga Baldassarea Castiglionea Il Cortigiano, je vse svoje hčere (Sofonisba, Elena, Lucia, Europa, Minerva in Anna Maria) spodbudil h gojenju in izpopolnjevanju njihovih talentov. Štiri od sester (Elena, Lucia, Europa in Anna Maria) so postale slikarke, toda Sofonisba je bila daleč najbolj uspešna in priznana ter je učila svoje mlajše brate in sestre. Elena Anguissola (ok. 1532 - 1584) je opustila slikarstvo, da bi postala redovnica. Anna Maria in Europa sta se ob poroki odrekli umetnosti, Lucia Anguissola (1536 ali 1538 - c. 1565-1568), najboljša slikarka od sester Sophonisbe, pa je umrla mlada. Preostala sestra Minerva je postala pisateljica in latinologinja. Brat Asdrubale je študiral glasbo in latinščino, ne pa slikanja. Njen aristokratski oče je poskrbel, da so Sofonisba in njene sestre dobile dobro zaokroženo izobrazbo, ki je vključevala likovno umetnost. Sofonisba je bila stara štirinajst let, ko jo je oče poslal skupaj s sestro Eleno na študij k Bernardinu Campiju, cenjenem portretnem in slikarju verskih slik lombardske šole. Ko se je Campi preselil v Milano, je Sofonisba nadaljevala študij pri slikarju Bernardinu Gattiju (znan kot Il Sojaro), Correggiovem učencu. Učenje pri lokalnih slikarjih je postalo pomemben precedens, da so se ženske sploh lahko učile slikanja. Datumi so negotovi, toda Sofonisba je verjetno nadaljevala študij pri Gattiju približno tri leta (1551–1553).
Leta 1554 je Sofonisba pri dvaindvajsetih letih odpotovala v Rim, kjer je preživljala čas za skiciranje različnih prizorov in ljudi. Medtem ko je bila v Rimu, je bila predstavljena Michelangelu, ki je še en slikar, ki je bil seznanjen z njenim delom. Sofonisba je Michelangelu na začetku pokazala risbo smehljajoče se deklice, vendar jo je slikar izzival, da bi narisala jokajočega fanta, predmet, za katerega se mu zdi, da bi bil večji izziv . Ko jo je Michelangelo zaprosil, da bi narisala jokajočega dečka, je Sofonisba narisala dečka, ki ga je ugriznil rak in ga poslala nazaj Michelangelu, ki je takoj prepoznal njen talent. Michelangelo ji je nato iz svojih zvezkov dal skice, ki so jih narisali v njej lastnem slogu in ji svetoval. Sofonisba je vsaj dve leti nadaljevala ta neuradni študij, pri čemer je od Michelangela dobila veliko nasvetov .
Eno najpomembnejših zgodnjih del Sofonisbe Anguissola je bilo Bernardino Campi slika Sofonisbo Anguissola (ok. 1559). Nenavaden dvojni portret prikazuje Sofonisbinega učitelja umetnosti pri slikanja njenega portreta.

## Izkušnje kot umetnice
Izobraževanje in usposabljanje Sofonisbe Anguissola je imelo drugačne posledice kot za moške, saj so moški in ženske delali v ločenih sferah. Njeno usposabljanje ni bilo zato, da bi ji pomagalo pri poklicu, v katerem bi se potegovala za naročila z moškimi umetniki ampak za to, da bi bila boljša žena, spremljevalka in mati . Čeprav je Sofonisba uživala bistveno večjo spodbudo in podporo kot povprečna ženska tistega časa, ji družbeni razred ni dopustil, da bi presegla omejitve svojega spola. Brez možnosti študija anatomije ali risanja iz življenja (za damo je bilo to nesprejemljivo), se ni mogla lotiti zapletenih veččlanskih kompozicij, potrebnih za obsežne verske ali zgodovinske slike.
Namesto tega je eksperimentirala z novimi slogi portretiranja in neformalno postavljala predmete. Avtoportreti in družinski člani so bili njeni najpogostejši subjekti, kar je vidno na slikah Avtoportret (1554, Umetnostnozgodovinski muzej, Dunaj), Portret družine (Minerva, Amilcare in Asdrubale Anguissola) (približno 1557–1558, Nivaagaards Malerisambling, Niva, Danska) in njeno najslavnejšo sliko Šahovska igra (1555, Muzeum Narodowe, Poznań), na kateri so bile upodobljene njene sestre Lucia, Minerva in Europa. Naslikana, ko je bila Sofonisba stara 23 let, je Šahovska igra intimna upodobitev vsakdanjega družinskega prizora, ki združuje prefinjena formalna oblačila z zelo neformalnimi izrazi obraza, kar je bilo za italijansko umetnost v tistem času nenavadno. Slika je raziskovala novo vrsto žanrskega slikarstva, ki svoje modele umešča v domače okolje, namesto v formalne ali alegorične nastavitve, ki so bile takrat priljubljene . Ta slika je bila obravnavana kot del pogovora, ki je neformalni portret skupine, ki se ukvarja z živahnim pogovorom ali kakšno dejavnostjo.
Anguissolini avtoportreti prav tako ponujajo dokaze o tem, kaj se ji je zdelo kot ženski umetnici. Običajno so moški upodobljeni kot ustvarjalni igralci in ženske kot na pasivni predmeti, toda Anguissola se v svojem avtoportretu iz leta 1556 predstavlja kot umetnica in se loči od vloge kot predmeta, ki ga je treba slikati . Dodatni deli kažejo, kako se upira ideji, da so ženske predmeti, v bistvu instrument, na katerega igrajo moški. Njen avtoportret iz leta 1561 prikazuje njeno igranje na instrument in prevzemanje drugačne vloge .
Postala je znana zunaj Italije, zato jo je leta 1559 španski kralj Filip II. zaprosil za dvorno damo in umetniško učiteljico kraljice Elizabete Valois, ki je imela takrat komaj 14 let. Kraljica Elizabeta Valois in Sofonisba sta postali dobri prijateljici. Ko je kraljica devet let pozneje umrla, je Sofonisba zapustila dvor, ker je bila tako žalostna. Naslikala je vso kraljevo družino in celo papež ji je naročil, naj naredi kraljičin portret.

## Španski dvor
Leta 1558, že uveljavljena kot slikarka, je Anguissola odšla v Milano, kjer je naslikala vojvodo Alba. Po drugi strani jo je priporočil španskemu kralju Filipu II. Naslednje leto je bila Anguissola povabljena, da se pridruži španskemu dvoru, kar je bila prelomnica v njeni karieri.
Anguissola je imela približno šestindvajset let, ko je zapustila Italijo in se naselila na španskemu dvoru. Pozimi 1559/60 je prišla v Madrid in služila kot dvorna slikarka in dvorna dama nove kraljice Elizabete Valois. Filipova tretja žena je bila ljubiteljska portretistka. Anguissola si je kmalu pridobila občudovanje in zaupanje Elizabete in naslednja leta naredila veliko uradnih portretov za dvor, vključno s sestro Filipa II., Ivano in njegovega sina don Carlosa.
Te vrste slik so bile veliko bolj zahtevne od neformalnih portretov, na katerih je Anguissola temeljila svoj zgodnji sloves, saj je bilo potrebnega ogromno časa in energije, da so uprizorili številne zapletene zasnove iz fine tkanine in izdelan nakit, povezan s kraljevimi predmeti. Kljub izzivu so bile Anguissoline slike Elisabeth Valois - in kasneje Ane Avstrijske, četrte žene Filipa II. - živahne in polne življenja.
Med svojim 14-letnim bivanjem na dvoru je vodila umetniški razvoj kraljice Elizabete in vplivala na umetnost, ki sta jo ustvarili njeni hčerki Isabella Clara Eugenia in Catherine Michelle. Anguissola je leta 1561 za papeža Pija IV. naslikala portret kraljeve sestre Margarete Parmske in po smrti kraljice Elizabete ob rojstvu otroka leta 1568, še lik Ane Avstrijske, četrte Filipove žene. Anguissola je za kraljevo družino pripravila podrobne prizore njihovega življenja, ki zdaj visijo v muzeju Prado. Z darili in doto v znesku 12.000 skudov, ki jih je zaslužila skupaj s svojo plačo kot dvorna slikarka in dvorna dama, je zbrala občudovanja vredno povračilo iz svoje obrti.
Medtem ko je služila Elizabeti Valois, je Anguissola tesno sodelovala z Coellom. Tako tesno v resnici je bilo, da je bila znamenita slika srednjeveškega kralja Filipa II. dolgo pripisana Coellu ali Juanu Pantoji de la Cruzu. Šele pred kratkim je bila Anguissola prepoznan kot avtorica slike.

## Osebno življenje
Po smrti Elizabete Valois leta 1568 se je Filip II. posebej zanimal za prihodnost Anguissole. Želel jo je poročiti z enim od plemičev na španskem dvoru. Leta 1571, ko se je bližala 40. letom, je Anguissola sklenila zakonsko zvezo s siciljskim plemičem, ki ga je zanjo izbral španski dvor. Filip II. je plačal 12.000 scudov za poroko s Fabriziom Moncadom Pignatellijem, sinom princa Paternòja, podkralja Sicilije. Za Fabrizio naj bi jo podpiral pri njenem slikanju. Anguissola in njen mož sta s kraljevim dovoljenjem zapustila Španijo in verjamejo, da sta živela v Paternòju (blizu Katanije) med 1573 in 1579, čeprav nekatere nedavne raziskave kažejo, da je par ostal v Španiji. Prejela je kraljevo pokojnino v višini 100 dukatov, kar ji je omogočilo nadaljevanje dela in poučevanje bodočih slikarjev. Njeno zasebno bogastvo je podprlo tudi njeno družino in brata Asdrubala po finančnem zatonu in smrti Amilcare Anguissola. V Paternòju je naslikala in podarila La Madonna dell'Itria.
Anguissolin mož je leta 1579 umrl v skrivnostnih okoliščinah. Dve leti pozneje se je med potovanjem v Cremono na morju zaljubila v kapitana ladje, morskega trgovca Orazia Lomellina. Proti željam njenega brata sta se poročila v Pisi 24. decembra 1584 in sta živela v Genovi do leta 1620. Ni imela otrok, je pa ohranila prisrčne odnose z nečakinjami in pastorkom Giuliom.

## Pozna leta
Lomellinovo bogastvo in velikodušna pokojnina Filipa II. sta Anguissoli omogočila prosto slikanje in udobno življenje. Do zdaj že znana Anguissola je sprejela številne kolege, ki so prišli na obisk in z njo razpravljali o umetnosti. Kar nekaj teh je bilo mlajših umetnikov, željnih učenja in posnemanja njenega značilnega sloga.
Anguissola je v svojem poznejšem življenju slikala ne le portrete, ampak religiozne teme, kot je to storila v mladosti, čeprav je bilo veliko slednjih izgubljenih. Bila je vodilna portretna slikarka v Genovi, dokler se v zadnjih letih ni preselila v Palermo. Leta 1620 je naslikala svoj zadnji avtoportret.
12. julija 1624 je Anguissolo obiskal mladi flamski slikar Anthonis van Dyck, ki je v svoje skicirke zapisal skice z obiska pri njej . Van Dyck, ki je mislil, da je stara 96 let (dejansko je imela približno 92 let), je ugotovila, da je bila Anguissola kljub temu, da je imela oslabljen njen vid, še vedno duševno budna . Odlomki nasvetov, ki mu jih je dala o slikarstvu, so ohranjeni od tega obiska in naj bi se trdilo, da ga je njun pogovor naučil več o 'pravih principih' slikarstva kot o čemer koli drugem v njegovem življenju. Van Dyck je med obiskom narisal njen portret. Zadnji portret Anguissole je ohranjen v zbirki Sackville v hiši Knole . Naslednje leto se je vrnila na Sicilijo.
Anguissola je po poslabšanju vida postala bogata pokroviteljica umetnosti. Leta 1625 je umrla v starosti 93 let v Palermu.
Oboževala je drugega moža, ki jo je označil za majhno, vendar 'veliko med smrtniki' in jo s častjo pokopal v Palermu v cerkvi San Giorgio dei Genovesi. Sedem let pozneje, na 100. obletnico rojstnega dne, je njen mož na njen grob postavil napis, katerega del je:
Sofonisbi, moji ženi, ki je zapisana med vidne ženske sveta, izjemna pri upodabljanju podob človeka. Orazio Lomellino je v žalosti zaradi izgube svoje velike ljubezni leta 1632 posvetil ta majhen poklon tako veliki ženski.— Orazio Lomellino, Napis na Sofonisbini grobnici.

## Slog
Vpliv Campija, katerega sloves je temeljil na portretiranju, je viden v Anguissolijinih zgodnjih delih, kot je Avtoportret (Firence, Uffizi). Njeno delo je bilo podobno svetovni tradiciji Cremone, na katero je močno vplivala umetnost Parme in Mantove, v kateri so bila celo verska dela prežeta z izjemno dobroto in šarmom. Zdi se, da je od Gattija absorbirala elemente, ki spominjajo na Correggia in začenjajo trend cremonskega slikarstva poznega 16. stoletja. Ta nova smer se odraža v Lucia, Minerva in Europa Anguissola igrajo šah (1555; Poznań, N. Mus.), v katerih se portretiranje združi v kvazi-žanrski prizor, značilnost, ki izhaja iz brescianskih modelov.
Glavno telo prejšnjega dela Anguissole sestavljajo avtoportreti (številni "avtoritratti" odražajo dejstvo, da so portrete pogosto zahtevali zaradi njene slave) in portrete njene družine, ki jih mnogi ocenjujejo kot njena najboljša dela.
Približno petdeset del je bilo pripisanih Anguissoli. Njene slike si lahko ogleda v galerijah v Baltimoru (Walters Art Museum), Bergamu, Berlinu (Gemäldegalerie), Gradcu (Joanneum Alte Galerie), Madridu (Museo del Prado), Milanu (Pinakoteka Brera), Milwaukeeju (Muzej umetnosti Milwaukee), Neapelj (Narodni muzej Capodimonte), Poznań (Narodni muzej, Poznań), Siena (Pinacoteca Nazionale), Southampton (Mestna umetniška galerija) in Dunaj (Kunsthistorisches Museum).

## Zgodovinski pomen
Opus Sofonisbe Anguissole je imel trajen vpliv na naslednje generacije umetnikov. Njen portret kraljice Elizabete Valois z zibellinom (krznen modni dodatek z glavo in nogami iz zlata) so na široko prerisovali številni najboljši umetniki tistega časa, na primer Peter Paul Rubens, Caravaggio pa naj bi navdih prevzel iz Anguissolinega dela Deček, ki ga je ugriznil rak.
Anguissola je pomembna za feministične zgodovinarke umetnosti. Čeprav v zahodni zgodovini še nikoli ni bilo obdobja, v katerem bi bile ženske v vizualni umetnosti popolnoma odsotne, je velik uspeh Anguissole odprl pot večjemu številu žensk, da bi se kot umetnice lotile resne kariere: Lavinia Fontana je v pismu, napisanem leta 1579, izrazila, da sta si ona in še ena ženska, Irene di Spilimbergo, »postavili svoje srce za učenje slikanja«, potem ko sta videli enega od Anguissolinih portretov. Nekatere njene bolj znane naslednice so Lavinia Fontana, Barbara Longhi, Fede Galizia in Artemisia Gentileschi.
Cremonska šola nosi ime Liceo Statale Sofonisba Anguissola.

## Krater
4. avgusta 2017 so po njej imenovali krater na Merkurju.

## Drugo branje
- Boullosa, Carmen. La virgen y el violín [The Virgin and the Violin] (v španščini). Madrid: Editorial Siruela; Mexico: Debolsillo, Random House Mondadori. (a novel on Sofonisba Anguissola's life)
- Fredrika Jacobs, "Woman's capacity to create: The unusual case of Sofonisba Anguissola", ibid., pp. 74–101
- Sofonisba Anguissola: A Renaissance Woman, exh. cat., National Museum of Women in Arts, Washington, DC, 1995
- Charles de Tolnay, "Sofonisba Anguissola and her relations with Michelango", Journal of the Walters Art Gallery, iv, 1941, pp. 115–19
- Flavio Caroli, Sofonisba Anguissola e le sue sorelle, Milan: Mondadori, 1987
- Mary Garrard, "Here's looking at me: Sofonisba Anguissola and the problem of the woman artist", Renaissance Quarterly, xlvii, 1994, pp. 556–622
- Francesco Giordano, Sofonisba Anguissola: una vita per la pittura, I Paternesi de La Sicilia, Catania 29 giugno 2006
- Francesco Giordano, Sofonisba Anguissola a Paternò, Ricerche-C.R.E.S. Centro di ricerca economica e scientifica, Catania Anno 12 - N.1, 2008
- National Museum of Women in the Arts (2007). Italian Women Artists from Renaissance to Baroque. Milan: Skira. str. 106–21.